# Fausto Stefenelli
Fausto Stefenelli (Trieste, 28 giugno 1905 – Pieve di Ledro, 6 dicembre 1989) è stato un ambientalista e alpinista italiano.

## Biografia
Nasce da genitori di origine trentina, il padre è di Torbole e la madre di Condino. Sin da ragazzo nutre sensibilità per le materie naturalistiche e pratica attività alpinistica. Sotto la guida di Emilio Comici, impara a scalare e a conoscere le montagne del Trentino e della Venezia Giulia. Nel 1929 è fra coloro che fondano la Scuola di Alpinismo di Trieste in Val Rosandra. Per la prima volta, in Italia, viene insegnata l'arte dell'arrampicata.
Completati gli studi classici nel capoluogo friulano, si trasferisce in Alto Adige, prima a Prato allo Stelvio, poi a Merano quindi a Bolzano.
La sua acuta sensibilità in campo naturalistico fa sì che già a vent'anni non resti indifferente davanti ai problemi legati alla protezione per la natura. Nel 1935 legge il volume L'orso bruno della Venezia Tridentina scritto da Guido Castelli, una monografia considerata dagli esperti in materia, una pietra miliare sul percorso della consapevolezza della salvaguardia dell’orso bruno e del suo habitat naturale. Il contenuto lo entusiasma, rimane colpito dai concetti sviluppati dall'autore e così, prende carta e penna per scrivergli. Da quel momento, i due, rimangono in contatto e presto diventano amici e collaboratori. La monografia di Guido Castelli ha avuto il pregio di risvegliare l'entusiasmo di coloro che hanno capito l'importanza del parco e che hanno a cuore le sorti dell'orso bruno delle Alpi.
Già da qualche anno viene lanciata l'idea di realizzare un Parco Nazionale per il Brenta e l'Adamello, ci ha provato, nel 1919 Giovanni Pedrotti studioso e alpinista di Trento, nel 1923 Oscar de Beaux, Direttore del Museo di Storia Naturale di Genova, nel 1928 Gian Giacomo Gallarati Scotti, patrizio milanese appassionato naturalista, futuro Senatore del Regno d'Italia. Tutti e tre i tentativi sono accomunati dall'insuccesso. Il Parco non viene realizzato un po' perché i fondi a disposizione dell'istituzione di parchi naturali sono insufficienti e un po' perché le opinioni circa l'istituzione sono contrastanti. Fondamentalmente, circolano tre opinioni: c'è un gruppo che vorrebbe il parco prettamente a scopo scientifico che protegga le specie animali che vivono questo territorio e che favorisca il reintegro di altre specie scomparse nei secoli ed è capeggiato da Gian Giacomo Gallarati Scotti che nel frattempo è diventato Senatore del Regno d'Italia. Quindi c'è un gruppo che predilige l'idea di un parco prettamente a scopo turistico, impostato dando la priorità alla comodità di raggiungimento delle vallate e alla costruzione di strutture ricettive ed è principalmente sostenuto dal bresciano Carlo Bonardi, Senatore del Regno d'Italia. Infine, c'è un terzo gruppo, prettamente costituito da persone trentine che è contrario sia al parco sia alla protezione dell'orso bruno e fra questi, primeggia la figura di Lino Bonomi, Direttore del Museo di Scienze Naturali di Trento.
Dal 1936 al 1940 sulla stampa locale e nazionale c'è fermento riguardo l'argomento. Stefenelli si trova in prima linea per divulgare le ragioni a favore del parco visto in chiave prettamente scientifica. Scrive un articolo sul Corriere Mercantile di Genova del 31 ottobre 1936 avente per titolo: Un amabile bestione da proteggere. L’orso bruno delle Alpi. Nello stesso anno scrive per Il Piccolo della Sera di Trieste un altro articolo dal titolo: Al Pian della Nana per trovar l'orso. Quindi darà il suo contributo con altri due articoli, sui giornali triestini Il Piccolo di Trieste e il Piccolo delle ore diciotto rispettivamente del 9 marzo 1938 e del 7 ottobre 1940 con i titoli Il "parco totalitario" del Brenta e dell'Adamello e La selvaggina va estinguendosi.
Lo scoppio della Seconda guerra mondiale impedisce ogni sforzo utile alla causa d'istituzione del parco, le priorità sono altre. Cade il silenzio sull'iniziativa e l'argomento non viene ripreso sino al 1946. In questo primo anno di pace, al piccolo gruppo di naturalisti si uniscono due fratelli di origine trentina che anche loro condividono la preoccupazione per le sorti dell'orso bruno e del suo habitat naturale, si tratta di Renzo Videsott e suo fratello Paolo. Il primo è un veterinario che durante la guerra è stato nominato commissario straordinario quindi direttore del Parco Nazionale del Gran Paradiso che fra mille peripezie è riuscito a salvare dall'estinzione lo stambecco. il secondo è un professore di materie giuridiche ed economiche che ha combattuto sul fronte greco e quello albanese per poi vivere in prima persona gli orrori che hanno subito i deportati in Germania.
Stefenelli, Castelli e Paolo Videsott intraprendono un'intensa campagna di sensibilizzazione dell'opinione pubblica sul tema della salvaguardia ambientale attraverso i quotidiani dell'Italia dell'Est. Stefenelli riesce a far pubblicare cinque suoi interventi nel solo 1946 che appaiono sulle pagine del Gazzettino di Venezia, del Corriere Tridentino e del Popolo del Trentino.
Il 24 giugno 1948, presso Villa Gallarati Scotti a Oreno di Vimercate, Stefenelli prende parte alla riunione preliminare per la fondazione del Movimento Italiano per la protezione della natura, primo gruppo italiano che nel dopoguerra intende perseguire i valori della tutela e della salvaguardia della natura. Fra i presenti c'è lo scrittore Dino Buzzati che con la sua superlativa penna imprime un ricco resoconto della giornata pubblicato sulle pagine del Corriere della Sera del 27 giugno 1948. Descrivendo gli intervenuti, di Stefenelli ne sottolinea la bontà del carattere scrivendo: "A prima vista si direbbe un accigliato professore e invece è il più dolce, benigno e candido uomo che si possa desiderare".
Nel 1949 viene incaricato dal Consiglio regionale del Trentino-Alto Adige per predisporre un “Progetto tecnico-legislativo-finanziario per l’istituzione del Parco Brenta-Adamello“, parallelo al progetto di Paolo Videsott per un parco nazionale ma un paio di anni dopo, la Regione interrompe l'operato. Nel 1957, invece, è fra i fondatori dell'Ordine di San Romedio, un'associazione ambientalista che persegue l'obiettivo di proteggere i grandi mammiferi e in particolare l'orso bruno delle Alpi. Infine, nel 1959 Renzo Videsott, direttore del Parco Nazionale del Gran Paradiso lo vuole come vice direttore del Parco, carica che ricopre sino al 1969, quando viene promosso a direttore.
Nel 1970 si ritira dal mondo lavorativo e torna a vivere in Trentino. Qui prende i contatti con la sezione del WWF diretta da Francesco Borzaga occupandosi con passione della difesa degli orsi e prodigandosi affinché il neonato Parco Naturale Brenta Adamello possa finalmente vivere e prosperare.